# Грінсбург (Меріленд)
Грінсбург (англ. Greensburg) — переписна місцевість (CDP) в США, в окрузі Вашингтон штату Меріленд. Населення — 236 осіб (2020).

## Географія
Грінсбург розташований за координатами 39°40′51″ пн. ш. 77°33′42″ зх. д. / 39.68083° пн. ш. 77.56167° зх. д. (39.680740, -77.561551).  За даними Бюро перепису населення США в 2010 році переписна місцевість мала площу 1,05 км², уся площа — суходіл.

## Демографія
Згідно з переписом 2010 року, у переписній місцевості мешкало 229 осіб у 89 домогосподарствах у складі 68 родин. Густота населення становила 218 осіб/км².  Було 96 помешкань (91/км²).
Расовий склад населення:
| - 97,4 % — білих - 0,4 % — чорних або афроамериканців - 2,2 % — осіб інших рас |

До двох чи більше рас належало 0,0 %. Частка іспаномовних становила 2,2 % від усіх жителів.
За віковим діапазоном населення розподілялося таким чином: 22,3 % — особи молодші 18 років, 59,8 % — особи у віці 18—64 років, 17,9 % — особи у віці 65 років та старші. Медіана віку мешканця становила 44,5 року. На 100 осіб жіночої статі у переписній місцевості припадало 108,2 чоловіків;  на 100 жінок у віці від 18 років та старших — 104,6 чоловіків також старших 18 років.
Середній дохід на одне домашнє господарство  становив 77 086 доларів США (медіана — 59 545), а середній дохід на одну сім'ю — 77 622 долари (медіана — 76 932). Медіана доходів становила 44 444 долари для чоловіків та 36 364 долари для жінок. За межею бідності перебувало 2,4 % осіб, у тому числі 12,5 % дітей у віці до 18 років та 0,0 % осіб у віці 65 років та старших.
Цивільне працевлаштоване населення становило 182 особи. Основні галузі зайнятості: виробництво — 22,0 %, освіта, охорона здоров'я та соціальна допомога — 14,3 %, науковці, спеціалісти, менеджери — 13,2 %.